# Боббі Медден
Боббі Мадден (англ. Bobby Madden; нар. 25 жовтня 1978 року, Іст-Кілбрайд, Південний Ланаркшир, Шотландія) — шотландський футбольний арбітр. Обслуговує матчі різного рівня з 2002 року. З 2008 року Боббі судить поєдинки вищого шотландського дивізіону. 2010 року Мадден був включений у список арбітрів ФІФА. Обслуговує матчі Ліги чемпіонів УЄФА та Ліги Європи УЄФА.

## Кар'єра
Суддею почав працювати 2002 року. Дебютував на міжнародній арені також 2008. Суддя ФІФА з 2010. Судив матчі кваліфікаційного відбору чемпіонату світу 2014 та чемпіонатів Європи 2016.
27 травня 2017 судив фінальний матч Кубка Шотландії між «Селтіком» та «Абердином» 2:1.
У червні 2017 обслуговував матчі молодіжного чемпіонату Європи.

## Матчі національних збірних
| Дата              | Місце проведення       | Збірні                        | Рахунок | Турнір               | ЖК | YK · YK · RK | RK |
| ----------------- | ---------------------- | ----------------------------- | ------- | -------------------- | -- | ------------ | -- |
| 7 вересня 2012    | Ганновер, Німеччина    | Німеччина – Фарерські острови | 3 – 0   | Кваліфікація ЧС 2014 | 2  | 0            | 0  |
| 6 вересня 2013    | Казань, Росія          | Росія – Люксембург            | 4 – 1   | Кваліфікація ЧС 2014 | 1  | 0            | 0  |
| 13 жовтня 2014    | Рига, Латвія           | Латвія – Туреччина            | 1 – 1   | Кваліфікація ЧЄ 2016 | 7  | 1            | 0  |
| 8 вересня 2015    | Вадуц, Ліхтенштейн     | Ліхтенштейн – Росія           | 0 – 7   | Кваліфікація ЧЄ 2016 | 2  | 0            | 1  |
| 13 листопада 2016 | Лоуле-Фару, Португалія | Португалія – Латвія           | 4 – 1   | Кваліфікація ЧС 2018 | 5  | 0            | 0  |